# Président Jacques Huret (SNS 076)
Le Président Jacques Huret (SNS 076) est un  bateau de la Société nationale de sauvetage en mer (SNSM). Il fait partie de la série des canot tous temps de 17,60 m, série commencée en 1980. C'est un canot tous temps avec une coque en polyester et en CVR (composite verre-résine) et est insubmersible et auto-redressable. Il peut ainsi sortir dans n'importe quelle condition de vent et de mer, et peut affronter les mers les plus dures. Il appareille après le quart-d'heure qui suit l'alerte, elle-même déclenchée par le CROSS du cap Gris-Nez pour un sauvetage ou une évacuation sanitaire (EVASAN). Les canots tous temps sont reconnaissables à leur coque de couleur verte (couleur héritée de la SCSN) et à leur immatriculation « SNS 0nn ».

## Histoire
La SHN (Société humaine et des naufrages) de Boulogne-sur-Mer fut la première société de sauvetage fondée sur le continent en 1825. Son comité de direction est depuis sa création franco-britannique.
Le SNS 076 porte toujours cette inscription sur sa cabine.

## Service
Il est en service à la station SNSM du port de Boulogne-sur-Mer depuis 1992 avec le semi-rigide Président Léon Barron. C'est uns des seuls canot tous temps qui a un propulseur d'étrave, bien utile pour les manœuvres, notamment d'accostage.